# 4132 Bartók
4132 Bartók è un asteroide della fascia principale. Scoperto nel 1988, presenta un'orbita caratterizzata da un semiasse maggiore pari a 2,4073191 UA e da un'eccentricità di 0,2869884, inclinata di 23,32705° rispetto all'eclittica.
Dal 15 settembre al 12 dicembre 1989, quando 4226 Damiaan ricevette la denominazione ufficiale, è stato l'asteroide denominato con il più alto numero ordinale. Prima della sua denominazione, il primato era di 4093 Bennett.
L'asteroide è dedicato al compositore ungherese Béla Bartók.